# Aleph Zero Records
Aleph Zero Records è una casa discografica israeliana fondata da Yaniv Shulman e Shahar Bar-Itzhak. Prende il nome dal numero Aleph. È specializzata in musica Downtempo, Ambient e Chill out.

## Artisti
- Bluetech
- Omnimotion
- Shulman